# NGC 1190

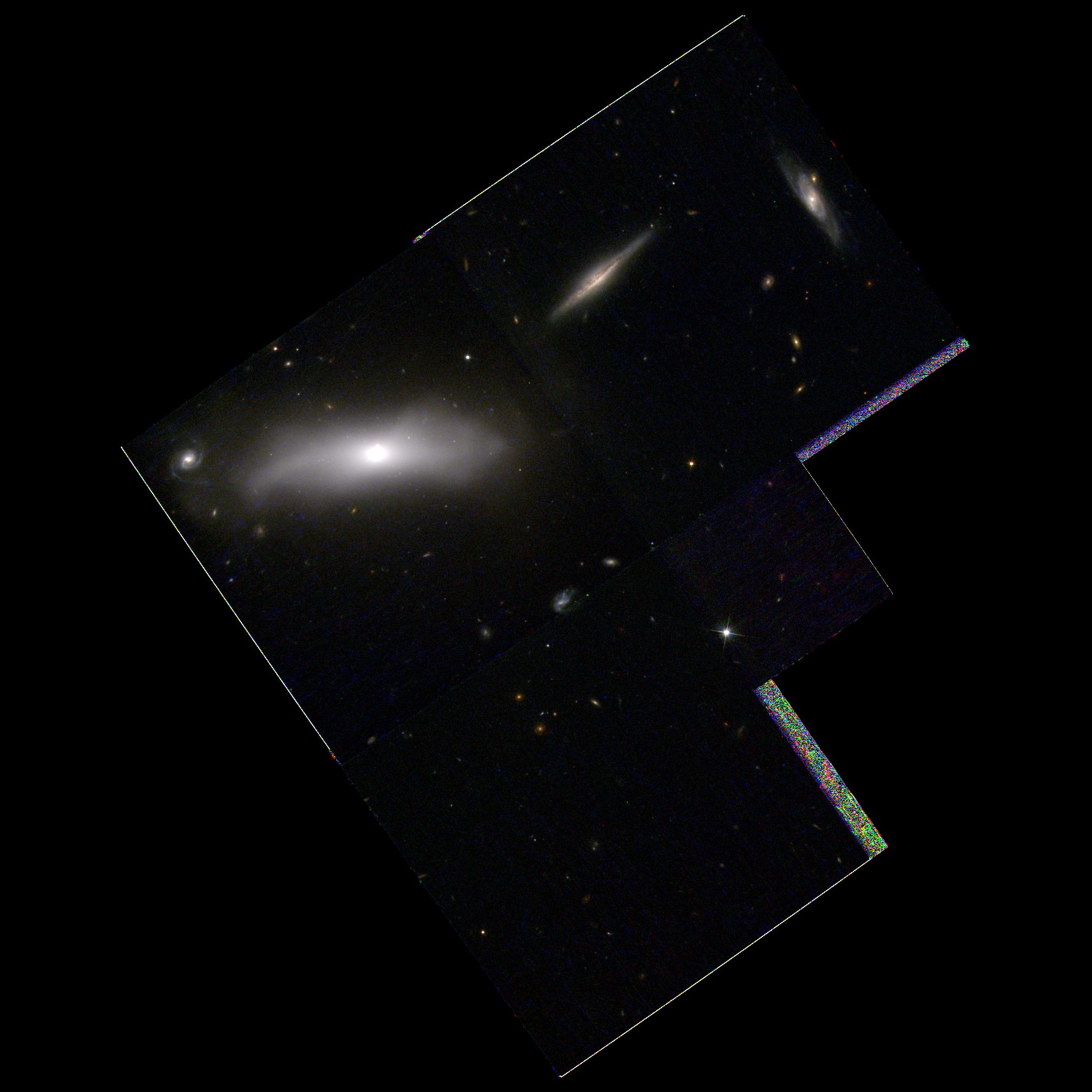
NGC 1190 capté par le télescope spatial Hubble.

NGC 1190 est une petite galaxie lenticulaire située dans la constellation de l'Éridan. NGC 1190 a été découverte par l'astronome germano-britannique Francis Leavenworth en 1884.

## Caractéristiques
Sa vitesse par rapport au fond diffus cosmologique est de  2 442 ± 30 km/s, ce qui correspond à une distance de Hubble de 36,0 ± 2,6 Mpc (∼117 millions d'al).
À ce jour, une mesure non basée sur le décalage vers le rouge (redshift) donne une distance d'environ 19,600 Mpc (∼63,9 millions d'al). Cette valeur est nettement à l'extérieur des valeurs de la distance de Hubble. Notons que c'est avec la valeur moyenne des mesures indépendantes, lorsqu'elles existent, que la base de données NASA/IPAC calcule le diamètre d'une galaxie et qu'en conséquence le diamètre de NGC 1190 pourrait être d'environ 9,55 kpc (∼31 100 al) si on utilisait la distance de Hubble pour le calculer.

## Groupe compact de Hickson 22
Les galaxies NGC 1189, NGC 1190, NGC 1191, NGC 1192 et NGC 1199 forment le Groupe compact de Hickson HCG 22.